# 三相女神

月盈、月圆、月缺是象征着三相女神三个阶段的标志。

- 關於印度教女神，請見「三女神 (印度教)」。
- 關於基督教的神學術語，請見「三位一體」。

三相女神（英語：Triple Goddess，又称之为三位一体女神）是传说中一位地母神同時所拥有的三个姿态的总称。
三相女神对应着月亮的三个阶段：月盈、月圆与月缺。在月盈阶段，女神是少女、战士；在月圆阶段，女神是妇女、母亲；在月缺阶段，女神就是老妇人、老太婆。

## 概念

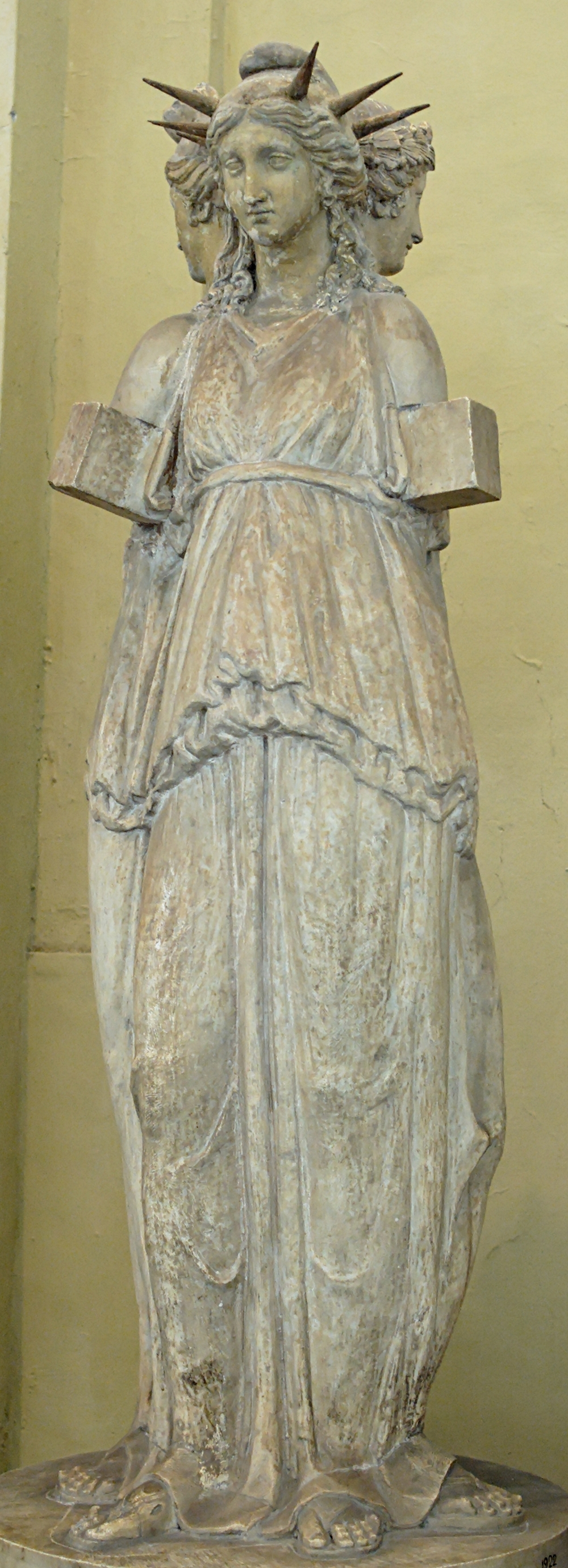
暗月女神——赫卡忒的浮雕。典型的表现出三相女神所拥有的三个面相的特征。

早期的人类常把女神与风暴、雷霆、雨水、天空、土地等自然现象联系在一起。这些自然现象拥有极其强大的力量，所以人们相信它们是由超自然的生命来控制的。其中，执掌狩猎的神灵和掌管生育的女神尤为重要。
在众多巫师眼中，女神分为三大类：少女、妇女与老妪。从太古时代起，三相女神就出现在众多文化中。巫术中典型的三相女神是希腊神祇中的阿耳特弥斯、塞勒涅、与赫卡忒，而且她们都与月亮息息相关（有的地方则把罗马和希腊文化混淆在一起，用狄安娜代替了阿耳特弥斯）。现代巫师们用来称呼他们三相女神的名字有：阿佛洛狄特、阿瓦达、阿莲诺德、阿耳特弥斯、阿斯塔蒂、雅典娜、布丽吉德、克瑞斯、达努、狄安娜、德墨特尔、艾波娜、弗蕾亚、盖亚、加娜、卡索尔、喀耳刻、赫卡忒、摩莉甘、莉莉丝、塞勒涅、珀尔塞福涅等众。

## 象征
人们视少女、妇女、老妪为三相女神，代表着一个女人一生中的三个重要阶段。少女意味着处女、童贞，是青春和无邪的象征，有成长和学习的潜质。人们把处女和月圆联系在一起。三相女神中的处女面也指那些受训而准备在未来成为巫师组织或巫术宗教的领导者或年轻女祭司，在等级体系当中，她们处于二级女祭司，接受训练并在大祭司自愿退休后接替其职位。因为祭司则代表着女神，而女神一分为三，其中一面就是老妪。其实，大多数处于少女时期的女性进行训练，仅仅是为了成为拥有权力的高等女祭司，由于家族传统，担任大祭司的女性通常都是祭司的女儿。高等女祭司被视作“月亮上的仙女”，并得到一个象征智慧与重生的蛇形手镯。
除了少女外，人们在三相女神的文化中也把妇女与老妪列为其中，通常把三面神赫卡忒、破坏神卡利、鬼神世界的摩根女皇（摩根勒菲）以及科瑞文联系起来。芭芭拉·沃克则认为“醜老太婆”来源自时间之母瑞亚·克罗尼亚。老妪也代表女性绝经期后的生活。沃克表示“据说当女人不再每月排放“智慧之血”时，就会变得非常聪明。而在这期间，老妪通常是‘智慧女神的化身’。”

## 宗教文化
许多文化中，都能找到关于这三个阶段的女神的主题。希腊的斯廷法罗斯城中就有座庙宇供奉着天后赫拉作为少女、妇女与老妪的雕像。罗马女神卡曼塔也有三个面相，除自己外，她还变成自己的小妹安特沃塔和大姐普斯沃塔。还有其它的例子，如爱尔兰的凯尔特人和印度万神庙的芭娃妮。

## 外部連結
女巫的一千零一夜：https://witchscoven1001.pixnet.net/blog （页面存档备份，存于）